# BMW 335
BMW 335 – samochód osobowy klasy średniej-wyższej produkowany przez niemiecką firmę BMW w latach 1939–1941. Dostępny jako 4-drzwiowy sedan i 2- oraz 4-drzwiowy kabriolet. Do napędu użyto silnika OHV R6 o pojemności 3,5 litra i mocy 90 KM. Moc przenoszona była na oś tylną poprzez 4-biegową manualną skrzynię biegów. Został zastąpiony po latach przez model 501. 

## Produkcja
- BMW 335 Limousine: 233 sztuk
- BMW 335 Kabriolett 2-drzwiowy: 118 sztuk
- BMW 335 Kabriolett 4-drzwiowy: 40 sztuk

Dodatkowo wyprodukowano 17 sztuk zabudowanych indywidualnymi nadwoziami.

## Dane techniczne

### Silnik
- R6 3,5 l (3485 cm³), 2 zawory na cylinder, OHV
- Układ zasilania: 2 x gaźnik pionowy dwugardzielowy Solex
- Średnica × skok tłoka: 82,00 mm × 110,00 mm
- Stopień sprężania: 5,8:1
- Moc maksymalna: 90 KM (66 kW) przy 3500 obr./min

### Podwozie
- Rama platformowa.
- Zawieszenie przednie: Wahacze poprzeczne i powyżej resor poprzeczny.
- Zawieszenie tylne: Most pędny sztywny, 2 pióra resorów wzdłużnych.

### Osiągi

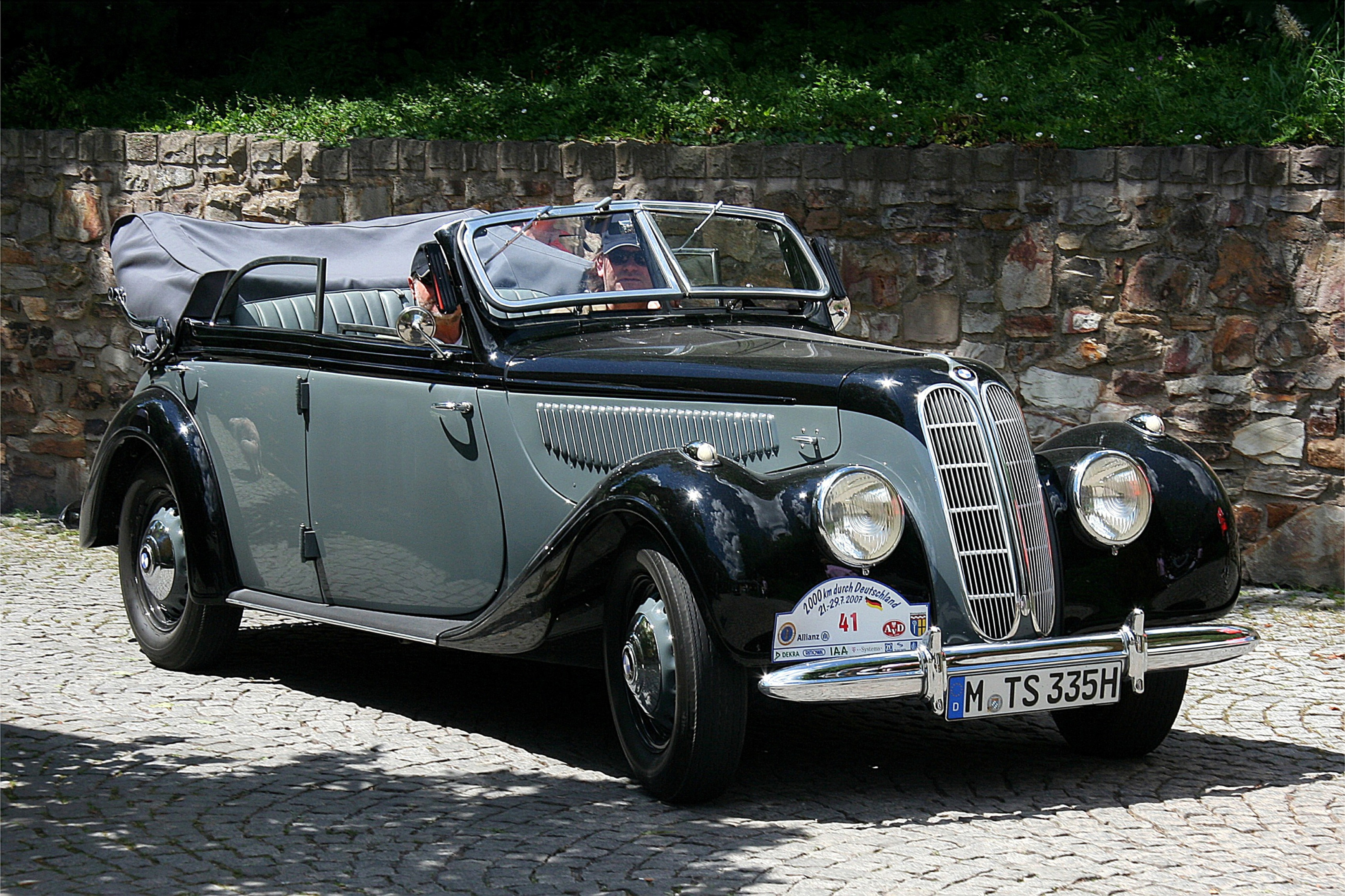
Wersja cabrio

- Prędkość maksymalna: 145 km/h